# Kommunar (Krasnodar)
|  | Per a altres significats, vegeu «Kommunar». |

Kommunar - Коммунар (rus) és un possiólok del krai de Krasnodar, a Rússia. Es troba a la vora esquerra del riu Kugo-Ieia, afluent del Ieia. És a 23 km al nord-oest de Kusxóvskaia i a 180 km al nord de Krasnodar.
Pertany al possiólok de Novomikhàilovskoie.